# フランシスコ・ミゲル・ナルバエス・マチョン
キコ（Kiko）ことフランシスコ・ミゲル・ナルバエス・マチョン（Francisco Miguel Narváez Machón、 1972年4月26日 - ）は、スペイン・ヘレス・デ・ラ・フロンテーラ出身の元サッカー選手。スペイン代表であった。1990年代のアトレティコ・マドリードを代表するフォワードである。

## クラブ経歴
カディス県・ヘレス・デ・ラ・フロンテーラに生まれ、地元のカディスCFで育った。1991年4月14日のアスレティック・ビルバオ戦(2-3)でデビューした。1990-91シーズンは5試合に出場しただけだったが、6月9日のレアル・サラゴサ戦(2-1)では83分にペナルティキックで決勝点を挙げた。カディスCFはプリメーラ・ディビシオン（1部）残留が危ぶまれていたが、この得点でプレーオフ進出を果たし、プレーオフではCDマラガを破って残留を決めた。1991-92シーズンからの2シーズンは絶対的なレギュラーとしてプレーしたが、1992-93シーズン終了後にセグンダ・ディビシオン（2部）降格が決定し、チームメイトのホセ・マリア・ケベドとともにアトレティコ・マドリードに移籍した。1995-96シーズンには得点とアシストを量産し、リーグ戦とコパ・デル・レイの2冠に輝いた。アトレティコ・マドリードは1999-2000シーズン終了後にセグンダ・ディビシオン（2部）降格が決定したが、キコはチーム残留を決意した。しかし、1999-2000シーズンと2000-01シーズン合計で52試合に出場して1得点に終わっている。2001年にはセグンダ・ディビシオンのCFエストレマドゥーラに移籍し、長年プリメーラ・ディビシオンでプレーしたピエール・ルイージ・チェルビーノとコンビを組んだ。半年間プレーし、その後現役引退した。

## 代表経歴
1992年夏にはバルセロナオリンピックに出場した。決勝のポーランド戦(3-2)ではロスタイムに決勝点を挙げ、金メダル獲得に貢献した。同年12月16日、1994 FIFAワールドカップ・ヨーロッパ予選のラトビア戦で先発出場してスペイン代表デビューし、その試合はフル出場した。1996年にはイングランドで開催されたUEFA欧州選手権1996に出場した。1998年にはフランスで開催された1998 FIFAワールドカップに出場し、グループリーグ最終戦のブルガリア戦では2得点を挙げ、前回大会ベスト4のチームを6-1で破る原動力となったが、1勝1分1敗でグループリーグ敗退に終わった。スペイン代表では通算26試合に出場して5得点を挙げた。

## 所属クラブ
- 1990-1991  カディスCF B
- 1990-1993  カディスCF
- 1993-2001  アトレティコ・マドリード
- 2001-2002  CFエストレマドゥーラ

## 代表歴

### 出場大会
- スペイン代表
  - 1998 FIFAワールドカップ

### 試合数
- 国際Aマッチ 26試合 5得点（1992年-1998年）[1]

| スペイン代表 | 国際Aマッチ | 国際Aマッチ |
| 年           | 出場        | 得点        |
| ------------ | ----------- | ----------- |
| 1992         | 1           | 0           |
| 1993         | 4           | 0           |
| 1994         | 0           | 0           |
| 1995         | 1           | 1           |
| 1996         | 8           | 1           |
| 1997         | 4           | 1           |
| 1998         | 8           | 2           |
| 通算         | 26          | 5           |

## タイトル

### クラブ
- アトレティコ・マドリード
  - リーガ・エスパニョーラ: 1995–96
  - コパ・デル・レイ: 1995–96

### 代表
- U-23スペイン代表
  - オリンピックのサッカー競技 金メダル : 1992